# Pont commémoratif de Vimy
Le pont commémoratif de Vimy (anciennement pont Strandherd-Armstrong) est un pont d'Ottawa, ville de l'Ontario et capitale du Canada. Il traverse la rivière Rideau et relie la promenade Strandherd et le chemin Earl Armstrong. Il franchit la rivière Rideau ainsi que le canal Rideau. Il porte le nom de la bataille de la crête de Vimy, comme l'ont suggéré deux Légions royales canadiennes à Ottawa.
Le pont est achevé en 2014, ouvert au public le 12 juillet sous le nom de pont Strandherd-Armstrong. Le 1er octobre 2014, le comité des transports de la ville renomme le pont en hommage à la victoire menée par les troupes canadiennes lors de la bataille de la crête de Vimy, du 9 au 12 avril 1917.